# Actiastes suteri
Actiastes suteri är en skalbaggsart som först beskrevs av Park 1963.  Actiastes suteri ingår i släktet Actiastes och familjen kortvingar. Inga underarter finns listade i Catalogue of Life.